# Raymond (escultura)
Raymond és una escultura de Miquel Blay i Fàbrega de l'any 1899 de guix. Es troba al Museu de la Garrotxa.

## Tema
Retrat del fill gran de l'escultor, Raymond, nascut el 9 de març de 1897, que de gran es canviarà el nom pel de Jaume. Blay realitza diversos dibuixos del seu fill gran i també en coneixem dos bustos més.

## Descripció
Bust d'un nen d'un parell d'anys, representat fins al pit. Porta els cabells llargs i un petit llaç que els agafa al costat del front. Al davant hi figura "RAIMUNDO".
Presenta un modelat allisat amb textures al vestit.

## Exposicions
Figurava a la Sala Blay del Museu Arqueològic d'Olot:
- Exposició Commemorativa del 1er Centanari del naixement de Miquel Blay i Fàbrega, Olot, setembre de 1966.
- Cinquantenari de la mort de Miquel Blay i Fàbrega, Escola de Belles Arts d'Olot, 11 juliol- 17 agost de 1986.